# Turkmenistán en los Juegos Olímpicos de Londres 2012
Turkmenistán estuvo representado en los Juegos Olímpicos de Londres 2012 por diez deportistas, siete hombres y tres mujeres, que compitieron en cinco deportes.
El portador de la bandera en la ceremonia de apertura fue el boxeador Serdar Hudayberdiyev. El equipo olímpico turcomano no obtuvo ninguna medalla en estos Juegos.